# Gregor Lange (Komponist)
Gregor Lange (* um 1552 in Havelberg; † 1. Mai 1587 in Breslau, Schlesien) war ein deutscher Kantor und Komponist in Frankfurt (Oder).

## Leben
Sein Geburtsjahr ist unsicher (um 1552 oder um 1540?). Gregor Lange besuchte die Domschule in Havelberg und war seit 1573 Student an der Universität Frankfurt. 1574 wurde er Kantor an der Marienkirche und der Stadtschule (schola senatorium). 1580 musste er seine Tätigkeit wegen körperlicher Einschränkungen (Gicht oder Unglücksfall) beenden und lebte als freier Musikus und Komponist.
1583 siedelte Lange nach Breslau über, wo er vom Kaufmann Zehenter unterstützt wurde. Nach 1585 lebte er im Hieronymus-Hospital.

## Werke
Von Gregor Lange sind Hochzeits- und Gratulationsmusiken, Lieder und Motetten erhalten. Eine Verbreitung fanden seine deutschen Lieder, die auch zur Laute gesetzt wurden. Langes Chormusik war geprägt von den Kompositionen Orlando di Lassos.
- Audi dulcis amica mea, Hochzeitsgesang für Gamedion Adam Bolfras und Sara Cuno, fünfstimmig, 1574,
- Cantiones aliquot novae 5 et 6 voc., 1580, 1586
- Epithalamia Laz. Opilio für Anna Trost, 1581, mit J. Belitz
- Media Vita, fünfstimmige Motette zum Tode von Andreas Musculus
- Cantiones Duae, 6 voc., zur Hochzeit von Martin Nosler und Eva Melhorn, 1582
- Cantio gratulationis, 1584
- Liber secundus cantionum sacrar., vier- bis zehnstimmig, 1584
- Newe deudsche Lieder mit dreyen Stimmen, 1584, 1588, 1592, 1593, 1598
- Symbolum Francisci Virlingi, fünfstimmig, 1585
- Bekenntnis der Sünden vnd Gebet, vierstimmig, 1585
- Der ander Theil newer deudscher Lieder, dreistimmig, 1586, 1590, 1597
- Epithalamion, fünfstimmig, 1586

Instrumental:
- Finiit annus iter für Blockflötenensemble, 1584

In Publikationen anderer Autoren
- Gregor Krengel: Tabulatura nova, u. a. mit vier Liedern und zwei Motetten von Gregor Lange, für die Laute bearbeitet, Frankfurt 1584
- Demantius: Neue deutsche Lieder von Gregor Lange, fünfstimmig gesetzt, 1615
- Fritz Bosse: Neue deutsche Lieder mit drei Stimmen, Merseburger, 1968